# Église Sainte-Madeleine de Saint-Bonnet-en-Bresse
L'église Sainte-Madeleine de Saint-Bonnet-en-Bresse est une église située sur le territoire de la commune de Saint-Bonnet-en-Bresse, dans le département français de Saône-et-Loire et la région Bourgogne-Franche-Comté.

## Historique
L’église, bâtie en briques, est placée sous le patronage conjoint de sainte Madeleine et de saint Bonnet. 
Elle a été réparée en 1821 puis en 1829 (réfection du clocher qui était encastré et ébranlait les murs). 
Elle fut agrandie en 1843, conformément à des plans dressés par l’architecte Gaguin fils, qui construisit deux chapelles au haut de la nef.

## Architecture
L’église se compose d’une longue nef unique (couverte d’une voûte très bombée sur lambris de plâtre, à poutraison apparente) et d’une abside semi-circulaire qui prolonge la nef. 
Au haut de la nef ouvrent deux chapelles latérales, plafonnées, par une arcade en plein cintre nue, fermée par une porte vitrée moderne.

## Mobilier
Dans la chapelle nord, au-dessus de l’autel, est visible une statue de Notre-Dame foulant le serpent, en bois peint, du XIXe siècle.
Quant à la chapelle latérale droite, elle abrite une statue en pierre de sainte Madeleine, du XVe siècle, protégée au titre des Monuments historiques depuis 1979, représentant la sainte avec un visage expressif et douloureux, sous de longs cheveux ondulés.

## Culte
L'église de Saint-Bonnet-en-Bresse, sous le vocable de sainte Madeleine, est un lieu de culte catholique.
Édifice consacré du diocèse d'Autun, elle relève de la paroisse Notre-Dame de Bresse-Finage (siège à Pierre-de-Bresse), qui en est affectataire au titre de la loi de 1905.